# Улица 50 лет Октября (Москва)
Улица 50 лет Октября (название с 1967 года) — улица в Западном административном округе города Москвы на территории района Солнцево. Расположена между Солнцевским проспектом и Боровским шоссе.

## Происхождение названия
Названа в 1967 году в ознаменование 50-летия Октябрьской революции. Тогда находилась в городе Солнцево. В составе этого подмосковного города и оказалась в 1984 году на территории Москвы.

## Примечательные здания и сооружения
- № 6 — РЭУ № 14, аварийная служба Солнцево
- № 6, корпус 1 — Солнцевский районный суд, Солнцевская межрайонная прокуратура, ОГИБДД УВД МОТОТРЭР (отделение № 4)
- № 7 — магазин «Продукты 24»
- № 11 — «Пятёрочка»
- № 13а — Школа № 1003 с театральным уклоном
- № 21 — жилой дом. Здесь жил историк и писатель Игнат Горелов[2].

## Транспорт

### Метро
Ближайшие станции метро — «Говорово» и «Солнцево».

### Автобус
| 32:  | Мещерская • Говорово • Боровское шоссе • Новопеределкино • Рассказовка |
| 330: | Солнечная • Солнцево • Говорово • Озёрная • Юго-Западная               |
| 720: | Саларьево • Говорово • Татьянин Парк                                   |

«→» — остановки проходятся только при движении в прямом направлении; «←» — остановки проходятся только при движении в обратном направлении.